# Ленинский (Горномарийский район)
Ленинский (мар. Ленинсир) — выселок в Горномарийском районе Марий Эл Российской Федерации. Входит в состав Пайгусовского сельского поселения.
Численность населения — 36 чел. (2014 год).

## География
Располагается в 18 км от административного центра сельского поселения — села Пайгусово.

## История
Выселок основан в 1928 году переселенцами из деревни Якнуры и Верашангер и назван в честь В. И. Ленина. Марийское название Пыркемсола происходит от слов «пыркем» — орешник и «сола» — деревня.

## Население
| 2002 | 2010 | 2014 |
| ---- | ---- | ---- |
| 51   | ↘34  | ↗36  |